# Ty Syčáci
Ty Syčáci je alternativní brněnská hudební skupina kolem Petra Váši. Jeho spoluhráči jsou baskytarista Tomáš Fröhlich a kytarista Petr Zavadil a řada hostů na nahrávkách. Při koncertech s bicími trojici hudebníků doplňuje Aleš Pilgr.

## Diskografie
- Máj v dubnu, 2000, Indies Records – cena Žlutá ponorka
- Lék & jed, 2001, Indies Records
- Samota, Sláva, Smrt a Spása, 2002, Indies Records
- Lišák je lišák, 2005, Indies Records – 2 CD
- Bum Bum Bum (To nejlepší a bicí), 2007, Indies Happy Trails Records
- Krása, 2010, Indies Happy Trails
- Eldorado, 2013, Indies Happy Trails
- TyTyTy Živě, 2015, Indies Happy Trails
- The Tramp!, 2018, Indies Happy Trails

Kapela je také písní Underground Music přítomna na sampleru Zpívající břidlice (2014).